# Dr. Carter, I Presume
Dr. Carter, I Presume is de eerste aflevering van het derde seizoen van de televisieserie ER, die voor het eerst werd uitgezonden op 26 september 1996.

## Verhaal
Dr. Carter begint met zijn opleiding tot chirurg meteen met een moeilijke opdracht, hij moet invallen voor dr. Benton op de SEH. Hij maakt zich daar niet geliefd bij de verpleegsters, zij voelen zich genoodzaakt om hem een halt toe te roepen.
Jeanie Boulet weet nu zeker dat zij besmet is met hiv, ondertussen hoort dr. Benton dat hij niet besmet is.
Hathaway heeft besloten om weer terug te keren op haar werk, nadat zij ontslag had genomen.
Er heerst onrust onder het personeel, er gaan geruchten dat door bezuinigingen een ziekenhuis in Chicago dicht moet. 
Dr. Benton komt een oude vriendin tegen, Carla Reese, en het klikt meteen tussen hen.
Omdat het Independence Day is gaat het personeel van de SEH volgens traditie een honkbalwedstrijd spelen tegen andere afdelingen. Hathaway komt daar Shep tegen met zijn nieuwe vriendin. 
Dr. Weaver heeft een nieuw systeem ontwikkeld om patiënten te volgen, haar collega’s vinden het systeem zeer onduidelijk.

## Rolverdeling

### Hoofdrol
- Anthony Edwards - Dr. Mark Greene
- George Clooney - Dr. Doug Ross
- Noah Wyle - Dr. John Carter
- Eriq La Salle - Dr. Peter Benton
- Sherry Stringfield - Dr. Susan Lewis
- Laura Innes - Dr. Kerry Weaver
- Omar Epps - Dr. Dennis Gant
- Matthew Glave - Dr. Dale Edson
- Gloria Reuben - Jeanie Boulet
- Julianna Margulies - verpleegster Carol Hathaway
- Yvette Freeman - verpleegster Haleh Adams
- Ellen Crawford - verpleegster Lydia Wright
- Deezer D - verpleger Malik McGrath
- Laura Cerón - verpleegster Chuny Marquez
- Lily Mariye - verpleegster Lily Jarvik
- Conni Marie Brazelton - verpleegster Connie Oligario
- Lily Mariye - verpleegster Lily Jarvik
- Lucy Rodriguez - verpleegster Bjerke
- Abraham Benrubi - Jerry Markovic
- Kristin Minter - Randi Fronczak
- Charles Noland - E-Ray
- Ron Eldard - ambulancemedewerker Ray 'Shep' Shepard
- Emily Wagner - ambulancemedewerker Doris Pickman
- Lyn Alicia Henderson - ambulancemedewerker Pamela Olbes
- Montae Russell - ambulancemedewerker Dwight Zadro

### Gastrol
- Wallace Langham - Dr. Melvoin
- Melissa Chan - Dr. Leung Joo Hua
- Lydia Hazan - Dr. Julie Dixon
- Lisa Nicole Carson - Carla Reece
- Khandi Alexander - Jackie Robbins
- Ving Rhames - Walter Robbins
- Michelle Clunie - Gretchen
- Karen Hensel - Keller
- Stephen Rappaport - Matthew Hyams

en vele andere